# Euxoa perdistincta
Euxoa perdistincta là một loài bướm đêm trong họ Noctuidae.